# Fotbollsföreningen Jaro Jalkapalloseura
Il Fotbollsföreningen Jaro Jalkapalloseura, chiamato comunemente Jaro, è una società calcistica finlandese con sede nella città di Jakobstad. Gioca nella Veikkausliiga, la massima serie del campionato finlandese di calcio.

## Storia
Lo Jaro è stato fondato nel 1965 dopo che a Jakobstad l'IF Drott aveva cessato l'attività. Dopo aver giocato alternativamente tra la seconda e la terza serie, nel 1980 disputò la prima di sette stagioni consecutive in seconda serie. Nel 1986 retrocesse in terza serie, ma nel giro di due stagioni vinse sia la seconda sia la terza serie e fu promosso per la prima volta in Mestaruussarja, la massima serie del campionato finlandese di calcio. La stagione 1989 si concluse con il dodicesimo e ultimo posto in quella che fu l'ultima stagione di Mestaruussarja (dalla stagione successiva divenne Veikkausliiga), retrocedendo in I divisioona.
Rimase in seconda serie un solo anno per poi tornare prontamente in massima serie, la Veikkausliiga, dove rimase per otto stagioni consecutive. La prima stagione in Veikkausliiga si concluse con un quarto posto, ottima prestazione confermata dal quinto posto dell'anno successivo. Il 1992 fu anche l'anno in cui lo Jaro raggiunse la finale di Suomen Cup, dove fu sconfitto dal MyPa per 2-0 grazie alla doppietta di Jari Litmanen. Nel 1998 concluse al decimo e ultimo posto e fu retrocesso in Ykkönen. Nel 1999, pur essendo in seconda serie, raggiunse nuovamente la finale di Suomen Cup, dove fu sconfitto dallo Jokerit per 2-1.
Nel 2001 al terzo tentativo lo Jaro riuscì a tornare in Veikkausliiga, dove rimase fino al 2015. In queste quattordici stagioni in Veikkausliiga lo Jaro ha principalmente lottato per evitare la retrocessione, classificandosi spesso tra il decimo e il dodicesimo posto. Nel 2015 in occasione del cinquantesimo anniversario dalla fondazione della società, lo Jaro concluse il campionato al dodicesimo ed ultimo posto, retrocedendo in Ykkönen.

## Calciatori
- Paul Lindholm 1988-1993, 1996-1999

## Palmarès

### Competizioni nazionali
- Ykkönen: 1

1988
- Kakkonen: 2

1979, 1987

### Altri piazzamenti
- Suomen Cup:

Finalista: 1992, 1999
Semifinalista: 1996, 2002
- Liigacup:

Finalista: 1998
Semifinalista: 2010
- Ykkönen:

Terzo posto: 2016, 2019, 2020

## Organico

### Rosa 2019
Aggiornata al 17 novembre 2019.
| N. |                      | Ruolo | Calciatore          |
| -- | -------------------- | ----- | ------------------- |
| 1  | Finlandia (bandiera) | P     | Ville Seppä         |
| 2  | Finlandia (bandiera) | D     | Otto Hirvonen       |
| 3  | Finlandia (bandiera) | D     | Samuel Uusitalo     |
| 4  | Serbia (bandiera)    | D     | Pavle Milosavljević |
| 5  | Finlandia (bandiera) | D     | Toni Takamäki       |
| 6  | Finlandia (bandiera) | D     | Johan Brunell       |
| 7  | Kenya (bandiera)     | C     | Anthony Dafaa       |
| 8  | Senegal (bandiera)   | A     | Papa Niang          |
| 10 | Finlandia (bandiera) | C     | Jonas Emet          |
| 11 | Finlandia (bandiera) | C     | Jaakko Alasuutari   |
| 12 | Guyana (bandiera)    | D     | Walter Moore        |

| N. |                      | Ruolo | Calciatore       |
| -- | -------------------- | ----- | ---------------- |
| 15 | Messico (bandiera)   | D     | Dárvin Chávez    |
| 16 | Finlandia (bandiera) | C     | Severi Kähkönen  |
| 17 | Messico (bandiera)   | C     | Jahir Barraza    |
| 18 | Messico (bandiera)   | C     | Luis Robles      |
| 19 | Finlandia (bandiera) | A     | Axel Vidjeskog   |
| 21 | Finlandia (bandiera) | C     | Jim Myrevik      |
| 24 | Finlandia (bandiera) | C     | Joni Remesaho    |
| 25 | Finlandia (bandiera) | P     | Emil Öhberg      |
| 26 | Finlandia (bandiera) | D     | Jusa Ihalainen   |
| 29 | Finlandia (bandiera) | A     | Anthony Olusanya |
| 36 | Finlandia (bandiera) | P     | Topi Valtonen    |